# Манітовок (містечко, Вісконсин)
Манітовок (англ. Manitowoc) — місто (англ. town) в США, в окрузі Манітовок штату Вісконсин. Населення — 1076 осіб (2020).

## Демографія
Згідно з переписом 2010 року, у місті мешкали 1083 особи в 438 домогосподарствах у складі 327 родин. Було 459 помешкань
Расовий склад населення:
| - 95,8 % — білих - 2,3 % — азіатів - 0,1 % — вихідців з тихоокеанських островів - 0,1 % — корінних американців |

До двох чи більше рас належало 1,0 %. Частка іспаномовних становила 0,8 % від усіх жителів.
За віковим діапазоном населення розподілялося таким чином: 20,4 % — особи молодші 18 років, 61,9 % — особи у віці 18—64 років, 17,7 % — особи у віці 65 років та старші. Медіана віку мешканця становила 45,4 року. На 100 осіб жіночої статі у місті припадало 100,9 чоловіків;  на 100 жінок у віці від 18 років та старших — 99,5 чоловіків також старших 18 років.
Середній дохід на одне домашнє господарство  становив 81 252 долари США (медіана — 71 528), а середній дохід на одну сім'ю — 90 360 доларів (медіана — 76 827). Медіана доходів становила 50 938 доларів для чоловіків та 50 972 долари для жінок. За межею бідності перебувало 6,3 % осіб, у тому числі 14,1 % дітей у віці до 18 років та 1,1 % осіб у віці 65 років та старших.
Цивільне працевлаштоване населення становило 610 осіб. Основні галузі зайнятості: виробництво — 33,3 %, освіта, охорона здоров'я та соціальна допомога — 21,1 %, транспорт — 8,5 %, роздрібна торгівля — 7,9 %.